# Indochine (band)

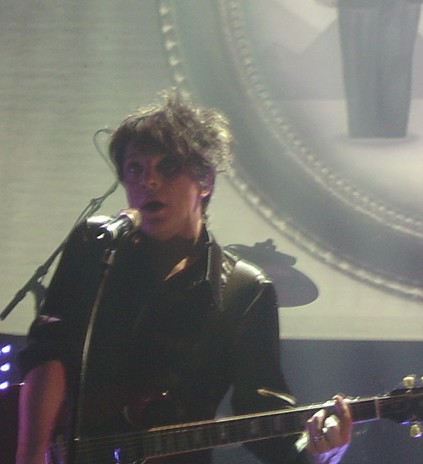
Nicola Sirkis.

Indochine is een Franse rockgroep ontstaan uit de new wavebeweging en tot op het heden een van de meest succesvolle bands uit Frankrijk.

## Biografie
De groep is ontstaan in 1981 en kende grote successen in de jaren '80 in Frankrijk en de rest van Europa met singles als L'aventurier, Canary Bay, 3e sexe, Trois nuits par semaine en Tes yeux noirs. Na een mindere periode in de jaren '90, bracht de groep in 2002 het album "Paradize" uit met daarop de grote hit J'ai demandé à la lune, waarmee de groep in één klap weer grote populariteit genoot. In 2017 brachten ze het album 13 uit, waarvan de singles La vie est belle, Un été français, Station 13 en Karma Girls allemaal de nummer 1-positie behaalden in Frankrijk. Het succes ging in 2020 nog verder, toen toen de band wederom een nummer 1-hit met Nos célébrations.

## Bandleden
Huidige bandleden
- Nicola Sirkis (vocalist, gitarist, synthesizer en harmonica, sinds 1981)
- Marc Eliard (bassgitarist sinds 1992)
- Boris Jardel (gitarist sinds 1998)
- Ludwig Dahlberg (nieuwe drummer sinds april 2015)
- Oli de Sat (Olivier Gérard) (op stage: keyboardspeler en gitarist sinds 2002)

Voormalige bandleden
- Stéphane Sirkis (gitarist en keyboardspeler van 1982 tot 1999 → overleden)
- Dominique Nicolas (gitarist van 1981 tot 1994)
- Dimitri Bodianski (saxofoon van 1981 tot 1988)
- Arnaud Devos (drummer van 1985 tot 1986)
- Diego Burgar (bassgitarist op stage in 1988)
- Jean-My Truong (drummer van 1988 tot 1994)
- Philippe Eidel (accordeonist in 1992)
- Jean Pierre Pilot (keyboards van 1994 tot 2001)
- Alexandre Azaria (gitarist van 1995 tot 1997)
- Monsieur Tox (gitarist van 1996 tot 1997)
- Monsieur Yann (drummer van 1996 tot 1998)
- Matthieu Rabaté (drummer van 1999 tot 2002)
- Monsieur Frédéric (Frédéric Helbert) (keyboardspeler van 2002 tot 2004)
- Mr Shoes (François Soulier) drummer van 2002 tot 2015

## Discografie

### Studioalbums
- 1982 - L'Aventurier
- 1983 - Le Péril Jaune
- 1985 - 3
- 1987 - 7000 Danses
- 1990 - Le Baiser
- 1993 - Un Jour Dans Notre Vie
- 1996 - Wax
- 1999 - Dancetaria
- 2002 - Paradize
- 2005 - Alice et June
- 2009 - La République Des Météors
- 2013 - Black City Parade
- 2017 - 13
- 2024 - Babel Babel

### Livealbums
- 1986 - Indochine Au Zénith
- 1994 - Radio Indochine
- 1997 - INDO LIVE
- 2001 - Nuits Intimes
- 2004 - 3.6.3
- 2007 - Hanoi
- 2007 - Alice Et June Tour
- 2010 - Le Meteor Sur Bruxelles
- 2011 - Putain De Stade
- 2014 - Black City Tour
- 2015 - Black City Concerts
- 2023 - Central Tour

### Compilaties
- 1991 - Le Birthday Album
- 1996 - Unita
- 1996 - Les Versions Longues
- 2012 - Paradize + 10
- 2020 - Singles Collection (1981-2001)
- 2020 - Singles Collection (2001-2021)

## Hitnotaties

### Albums
| Album met hitnotering(en) in de Vlaamse Ultratop 200 albums | Datum van verschijnen | Datum van binnenkomst | Hoogste positie | Aantal weken | Opmerkingen |
| ----------------------------------------------------------- | --------------------- | --------------------- | --------------- | ------------ | ----------- |
| Black city parade                                           | 2013                  | 23-02-2013            | 41              | 1*           |             |